# 232 av. J.-C.
Pour les articles homonymes, voir 232 (homonymie).
Cette page concerne l'année 232 av. J.-C. du calendrier julien proleptique.

## Événements
- 27 juin (21 avril du calendrier romain) : début à Rome du consulat de Marcus Aemilius Lepidus et Marcus Publicius Malleolus[1].
  - Les deux consuls sont envoyés avec des armées en Sardaigne[2].
  - Flaminius Nepos, tribun de la plèbe, promulgue les premières lois agraires en faveur des plébéiens (lex Flaminia : lotissement du pays Sénon), soulevant l’indignation du Sénat qui y met son veto. La loi n’en passe pas moins. L’ager gallicus est distribué (lotissement) à 60 000 citoyens pauvres de la plèbe sous le tribunat de Flaminius Nepos[2].

- Mort d’Ashoka[3] à Taxila (Pakistan). Ses fils Mahendra, Kunala (en) et Jalauka lui succèdent mais ne parviennent pas à maintenir l’intégrité de l’empire à cause de leurs luttes. Kunala règne huit ans sur le centre et l’ouest de l’empire. Il a eu les yeux crevés sur l’ordre de son père Ashoka à l’instigation d’une de ses épouses jalouse. Jalauka règne sur le Cachemire et annexe la région de Delhi. Les gouverneurs de province, généralement membres de la famille impériale, en profitent pour se rendre indépendants. Le petit-fils d’Ashoka, Samprati, ne règnera plus que sur le pays d’origine, le Maghada[4].
- Déidamie, fille de Pyrrhus II, est assassinée à Ambracie. En Épire, la monarchie éacide est renversée et les Molosses, qui étaient à la tête de l’État sont remplacés par « l’État des Épirotes autour de Phénice ». De nouvelles institutions, plus démocratiques, sont adoptées[5].

## Décès en232av. J.-C.
- Ashoka, empereur Maurya.
- Cléanthe, philosophe stoïcien, à Athènes (né à Assos en 331 av. J.-C.). Ancien athlète, disciple de Zénon de Cition, il passait ses nuits à pomper de l’eau dans les jardins pour payer ses études. Il dirigeait le Portique depuis 264 av. J.-C. Auteur d’un Hymne à Zeus empreint de religiosité. Chrysippe de Soles lui succède à la tête du Portique jusqu’en 205 av. J.-C.